# Fahri Korutürk
Fahri Sabit Korutürk (Istanbul, 3 augustus 1903 – aldaar, 12 oktober 1987) was een Turkse marineofficier, diplomaat en de zesde president van Turkije.

## Carrière
In 1968 wees president Cevdet Sunay Korutürk aan als lid van de senaat. Op 6 april 1973 koos de Grote Nationale Assemblee van Turkije hem als de zesde president van de Republiek Turkije. Korutürk diende de grondwettelijke termijn van zeven jaar tot 6 april 1980. Nadien werd hij permanent senator.
Korutürk trouwde in 1944 en kreeg met zijn echtgenote twee zonen en een dochter. Zijn achternaam Korutürk, 'beschermer der Turken', kreeg hij van Mustafa Kemal Atatürk. Fahri Korutürk overleed in Moda, Istanboel.
Mustafa Kemal Atatürk · İsmet İnönü · Celal Bayar · Cemal Gürsel · Cevdet Sunay · Fahri Korutürk · Kenan Evren · Turgut Özal · Süleyman Demirel · Ahmet Necdet Sezer · Abdullah Gül · Recep Tayyip Erdoğan